# Sclerasterias mollis
Sclerasterias mollis är en sjöstjärneart som först beskrevs av Hutton 1872.  Sclerasterias mollis ingår i släktet Sclerasterias och familjen trollsjöstjärnor. Inga underarter finns listade i Catalogue of Life.